# Коломбатто, Сантьяго
Сантьяго Коломбатто (исп. Santiago Colombatto; род. 17 января 1997, Укача, Кордова) — аргентинский футболист, полузащитник клуба «Реал Овьедо».

## Клубная карьера
Коломбатто — воспитанник клубов «Ривер Плейт» и итальянского «Кальяри». 13 февраля 2016 года в матче против «Латины» он дебютировал в итальянской Серии B. По итогам сезона Сантьяго помог команду выйти в элиту. Летом того же года Коломбатто был отдан в аренду в «Пизу», но уже через месяц был арендован «Трапари». 4 сентября в матче против «Про Верчелли» он дебютировал за новый клуб. Летом 2017 года Коломбатто на правах аренды перешёл в «Перуджу». 26 августа в матче против «Виртус Энтелла» он дебютировал за новый клуб. В этом же поединке Сантьяго забил свой первый гол за «Перуджу».
Летом 2018 года Коломбатто был арендован клубом «Эллас Верона». 26 августа в матче против «Падовы» он дебютировал за новый клуб. 22 сентября в поединке против «Кротоне» Сантьяго забил свой первый гол за «Эллас Верону».
Летом 2019 года Коломбатто перешёл в бельгийский «Сент-Трюйден». 21 сентября в матче против «Шарлеруа» он дебютировал в Жюпиле лиге.

## Международная карьера
В 2017 года Коломбатто в составе молодёжной сборной Аргентины принял участие в молодёжном чемпионате Южной Америки в Эквадоре. На турнире он сыграл в матчах против команд молодёжном чемпионате мира в Южной Корее. На турнире он сыграл в матчах против команд Гвинеи, Англии и Южной Кореи.
В 2019 году Коломбатто в составе олимпийской сборной Аргентины стал победителем Панамериканских игр в Перу. На турнире он сыграл в матчах против команд Эквадора, Мексики, Панамы, Уругвая и Гондураса.

## Достижения
Международные
Аргентина (до 23)
- Победитель Панамериканских игр — 2019